# Лаврентиј Берија
Лаврентиј Павлович Берија (груз. ლავრენტი ბერია, рус. Лаврентий Павлович Берия); (29. март 1899 — Москва, 23. децембар 1953), био је совјетски политичар и шеф полиције, углавном је познат као егзекутор Стаљинове Велике чистке у 1930-им, иако је заправо надгледао само завршну фазу „Чистке“. Врхунац његове моћи био је током и после Другог светског рата. После Стаљинове смрти скинут је са дужности и погубљен од стране Стаљинових наследника.

## Стицање моћи
Берија је рођен као син сељака у Меркхеулију близу Сухумија у абхазијском региону Грузије. Учио је техничку школу у Сухумију, и по подацима је ступио у Бољшевичку партију марта 1917, као студент у Бакуу. (Неки извори тврде да су партијски подаци у Бакуу фалсификовани, и да се Берија у партију учланио 1919. Такође се наводи да је Берија ступио а затим дезертирао из Црвене армије у ово доба, али ово није утврђено.)
Године 1920, или 1921. (подаци варирају), Берија је ступио у Вачеку (Све-руска изванредна комисија за борбу против контрареволуције, и саботажа), почетну бољшевичку политичку полицију. До 1922, Берија је постао заменик шефа организације-наследнице Вечеке, ОГПУ (Комбиновани државни политички директорат), у Грузији. Неки извори наводе да је Берија у овом периоду био агент британских и/или турских обавештајних служби, али ово никада није доказано.
Како су били земљаци - Грузини, Берија је од раних дана био савезник Стаљину у стицању власти у Комунистичкој партији и совјетском режиму. 1924. водио је репресију националистичких немира у Тбилисију, након чега се сматра да је чак до 5.000 људи ликвидирано. Због ове демонстрације „бољшевичке окрутности“, Берија је постављен за шефа „дивизије тајне полиције“ транскавкаског ОГПУ-а, а такође је и одликован. 1926. је постао шеф грузијског ОГПУ-а. Постављен је за партијског секретара у Грузији 1931, а за цео транскавкаски регион 1932. Постао је члан централног комитета Комунистичке партије 1934. године. Чак и након што је отишао из Грузије, задржао је контролу над комунистичком партијом ове републике, све до чистке јула 1953.
Берија је 1933. године упознао Тита, и Стаљин му је поверио да га на скраћеном курсу Коминтерне провери. Са чином генерала НКВД, Берија је био предавач будућем југословенском генералу и министру безбедности Ивану Крајачићу-Стеви.
До 1935, Берија је био један од Стаљинових потчињених са највећим поверењем. Учврстио је своје место у Стаљиновом окружењу дугачком беседом „О историји бољшевичких организација у Транскавказу“ (касније објављеној у виду књиге), која је преуредила историју транскавкаског бољшевизма, не би ли приказала како је Стаљин био његов једини вођа од самог почетка. Када је 1934. почела Стаљинова чистка партије и владе, након убиства Сергеја Кирова, Берија је спроводио чистке у Транскавказу, користећи прилику да изравна многе старе рачуне у политички турбулентним транскавкаским републикама. Јуна 1937. је у једном говору рекао: "Нека наши непријатељи знају да ће свако ко покуша да дигне руку на вољу нашег народа, на вољу партије Лењина и Стаљина, бити немилосрдно сломљен, и уништен."

## Берија у НКВД-у
У августу 1938, Стаљин је довео Берију у Москву, као заменика шефа Народног комесаријата за унутрашње послове (НКВД), министарства које је надгледало државну безбедност и полицијске снаге. Под Николајем Јежовим, НКВД је гонио људе сматране непријатељима државе у Великој чистки, која је погодила милионе људи. Ипак, до 1938, чистка је постала толико распрострањена да је почела да штети инфраструктури совјетске државе, њеној економији и оружаним снагама, и Стаљин је одлучио да стиша чистку. У септембру је Берија постављен за шефа Главне администрације државне безбедности (ГУГБ) НКВД-а, а у новембру је наследио Јежова на челу НКВД-а (Јежов је ликвидиран 1940). Тада је извршена чистка у самом НКВД-у, и половина особља је уклоњена и замењена људима лојалним Берији, од којих је велики број потицао са Кавказа.
Беријино име је постало блиско идентификовано са Великом чистком такође, али у ствари, он је председавао НКВД-ом током олабављивања репресије. Преко 100.000 људи је пуштено из радних логора, и званично је признато да је било неких неправедности и „ексцеса“ током чистки, за које је окривљен Јежов. Па ипак, ова либерализација је била релативна: хапшења и ликвидације су настављене, а 1940, како се рат приближавао, чистке су опет добиле на снази. Током овог периода, Берија је надгледао депортације становништва из Пољске и балтичких земаља, након што су их окупирале совјетске снаге. Марта 1940. је припремао наређење за погубљење 25.700 Пољака, међу којима су били интелектуалци, и 14.700 ратних заробљеника у Катињској шуми, недалеко од Смоленска и на два друга места масовних егзекуција.
Марта 1939, Берија је постао кандидат члан Политбироа комунистичке партије. Иако није стекао пуно чланство до 1946, већ је био један од врховних вођа Совјетског Савеза. 1941, Берија је постао генерални комесар државне безбедности, што је био највиши полицијски чин у Совјетском Савезу у то доба.
Фебруара 1941. је постао заменик председавајућег Савета народних комесара (Совнарком), а у јуну, када је нацистичка Немачка напала Совјетски Савез, постао је члан Државног комитета за одбрану (ГКО). Током Другог светског рата је преузео одговорност за главна унутрашња питања, користећи милионе људи које је НКВД затворио у радне логоре за ратну производњу. Контролисао је производњу ратне опреме, као и (заједно са Георгијем Маљенковим) производњу авиона и авионских мотора. Ово је био почетак Беријиног савеза са Маљенковим, који ће касније бити од велике важности.
Године 1944, када су Немци избачени са совјетске територије, Берија је био задужен за разне етничке мањине оптужене за сарадњу са окупатором, укључујући Чечене, Ингуше, Кримске Татаре и Немце са Волге. Они су били уз значајне жртве депортовани у совјетску средњу Азију. Види "Премештај становништва у Совјетском Савезу".
Децембра 1944, Берија је такође био задужен за надгледање совјетског пројекта за производњу атомске бомбе. Водио је успешан програм совјетске шпијунаже против америчког програма за атомско оружје, чиме су Совјети дошли у посед технологије за производњу нуклеарног оружја, и произвели су и тестирали бомбу 1949. године.
Јула 1945, како су совјетски полицијски чинови конвертовани у војни систем, Беријин чин је промењен у чин маршала Совјетског Савеза. Иако никада није учествовао у војној команди, Берија је, својом организацијом ратне производње, начинио значајан допринос совјетској победи у Другом светском рату.

## Послератна политика
Како се Стаљин ближио својим седамдесетим, послератним годинама је доминирала прикривена борба за наслеђе међу његовим потчињенима. На крају рата је изгледало да је највероватнији наследник Андреј Жданов, партијски вођа у Лењинграду током рата. Он је био задужен за сва културна питања 1946. И током рата, Берија и Жданов су били ривали, али након 1946, Берија је направио савез са Маљенковим како би блокирали Ждановљево напредовање.
У периоду после рата радио је као предавач политичке науке на Војној академији „Ворошилов“ у Москви, где су се школовали југословенски генерали Славко Родић, Арсо Јовановић и други.
Јануара 1946. Берија је напустио место челника НКВД-а (који је убрзо преименован у МВД), али је задржао општу контролу над државним питањима безбедности, преко своје нове позиције заменика премијера. Нови шеф НКВД-а, Сергеј Круглов, није био Беријин човек. Штавише, лета 1946, Беријиног кадра, Всеволода Меркулова, на челу МГБ-а заменио је Виктор Абакумов. Круглов и Абакумов су затим почели да замењују водеће људе сигурносног апарата, људима ван Беријиног круга, тако да је ускоро заменик министра МВД-а, Степан Мамулов, представљао јединог преосталог изван спољних обавештајних служби, кога је контролисао Берија. У наредним месецима, Абакумов је почео да извршава важне операције, без консултовања Берије, често радећи у тандему са Ждановим, а понекад по Стаљиновим директним наређењима. Неки посматрачи сматрају да су ове операције биле усмерене---у почетку посредно, али временом директније---ка Берији.
У контексту Стаљиновог растућег антисемитизма, један од првих таквих потеза је била афера око Јеврејског антифашистичког комитета, која је почела октобра 1946. и коначно довела до убиства Соломона Микелса (Solomon Mikhoels), хапшења многих других чланова, и распуштања комитета. Ова кампања се негативно рефлектовала на Берију не само зато што је он учествовао у стварању комитета 1942. већ и зато што је у његовом окружењу био значајан број Јевреја (неки од њих су били: Соломон Милштајн, Леонид Раикман, Степан Мамулов, Јувелиан Сумбатов-Топуридзе, и Наум Еитингон у безбедносном апарату, а Борис Ваников и Јулиј Каритон у специјалном комитету који је надгледао пројекат атомске бомбе).
Жданов је изненада умро августа 1948, а Берија и Маљенков су тада кренули у консолидацију своје моћи, чистком Ждановљевих сарадника званом „Лењинградска афера“. Међу више од 2.000 убијених људи су били Ждановљев заменик Алексеј Кузњецов, економски шеф Николај Вознесенски, лењинградски партијски шеф Пјотр Попков, и премијер руски премијер Михаил Родионов. Тек након смрти Жданова, Никита Хрушчов је почео да испливава као могућа алтернатива спрези Берија-Маљенков.
Ждановљева смрт ипак није зауставила антисемитску кампању. Током послератних година, Берија је надгледао успостављање система тајне полиције совјетског типа, и лично бирао њихове лидере у земљама источне Европе. Поново су значајан број ових лидера чинили Јевреји. Почевши 1948. Абакумов је покренуо неколико истрага против ових лидера, што је кулминирало хапшењем Рудолфа Сланског, Бедриха Геминдера и других у Прагу, новембра 1951. Они су начелно били оптужени за ционизам и космополитизам, али прецизније за коришћење Чехословачке за пребацивање оружја у Израел. Са Беријиног становишта, ова оптужба је била екстремно експлозивна, јер је значајна помоћ Израелу пружана по његовим директним наређењима. Све заједно, 14 чехословачких вођа је изведено пред суд, осуђено, и ликвидирано у Прагу. Сличне истраге су настављене у Пољској и другим сателитским државама Совјетског Савеза.
Отприлике у ово доба, Абакумова је заменио Семион Игњатиев, који је још интензивирао антисемитску кампању. Децембра 1952. је отпочела најшира антисемитска афера у Совјетском Савезу. Она је касније била позната под именом Докторска завера. Мноштво истакнутих јеврејских доктора је оптужено за тровање совјетских врховних вођа, и ухапшено. Уједно је почела хистерична антисемитска кампања у медијима. Свеукупно, 37 доктора (већином Јевреја) је ухапшено, а МГБ је по Стаљиновим наредбама почео припреме за депортацију целокупне јеврејске популације на руски далеки исток.
У данима након Стаљинове смрти, Берија је ослободио све ухапшене докторе, објавивши да је цела прича фабрикована, и ухапсио је функционере МГБ-а који су били директно умешани.

## После Стаљина
Дана 5. марта, 1953. Стаљин је умро - четири дана након што му је позлило у ноћи након вечере са Беријом и другим совјетским вођама. Политички мемоари совјетског министра спољних послова, Вјачеслава Молотова, објављени 1993, наводе да се Берија хвалио Молотову да је он отровао Стаљина, мада ниједан чврст доказ који би поткрепио ову тврдњу никада није нађен.
Након Стаљинове смрти, Берија је постављен за првог заменика премијера, и поново постављен на чело МВД-а. Његов блиски савезник, Маљенков је постао нови премијер, и он је у почетку био најмоћнији човек у пост-стаљиновском руководству. Берија је био други најмоћнији вођа, и ако се узме у обзир Маљенковљев недостатак лидерских способности, Берија је био у позицији да преузме власт иза кулиса. Хрушчов је постао партијски секретар, што је сматрано мање значајном позицијом од премијерске.
Упркос томе што је био један од Стаљинових најнемилосрднијих присталица, Берија је био у предводници либерализације након Стаљинове смрти. Он је јавно одбацио Докторску заверу као „превару“, истраживао је и решио убиство Соломона Микелса, и пустио преко милион политичких затвореника из радних логора. У априлу је потписао декрет којим се забрањује употреба тортуре у совјетским затворима. Такође је давао знаке либералније политике према не-руским народима у Совјетском Савезу. Убедио је председништво (како је политбиро преименован) и савет министара да ургира код комунистичког режима у Источној Немачкој да дозволи либералне економске и политичке реформе. Берија је маневрисао како би маргинализовао у улогу партијског апарата у процесу доношења одлука у политичким и економским питањима.
Неки аутори су сматрали да је Беријина либерална политика након Стаљинове смрти била тактички маневар како би он дошао на власт. Чак и ако је био искрен, сматрају ови аутори, Беријина прошлост га је онемогућавала да води либерализујући режим у Совјетском Савезу. Ова улога је касније припала Хрушчову. Основни задатак совјетских реформиста је био да доведу тајну полицију под контролу партије, а Берија ово није могао да учини, јер је управо полиција била основа његове моћи.
Други су сматрали да је он представљао истински реформистичку политику, и да је његов пад са власти одложио радикалне политичке и економске реформе у Совјетском Савезу за скоро четрдесет година.
Ако се узме у обзир његова прошлост, није изненађујуће што су друге партијске вође биле сумњичаве по питању Беријиних мотива по овом питању. Хрушчов се противио савезу између Берије и Маљенкова, али у почетку није био у позицији да се сукоби са њима. У ову позицију је дошао у јуну 1953, када су избиле демонстрације против комунистичког режима у Источном Берлину (види Раднички устанак 1953. у Источној Немачкој). Ово је убедило Молотова, Маљенкова, и Николаја Булгањина да је Беријина политика опасна, и да дестабилизује совјетску моћ. У данима након догађаја у Источној Немачкој, Хрушчов је убедио остале лидере да подрже партијски пуч против Берије, чији је главни савезник, Маљенков, брзо одлучио да га напусти.

## Беријин пад
Подаци о Беријином паду значајно варирају. По најновијим изворима, Хрушчов је сазвао састанак председништва 26. јуна, где је напао Берију, оптуживши га да га је плаћала британска обавештајна служба. Берију је ово потпуно изненадило. Упитао је, „Шта се то дешава, Никита Сергејевичу?" Молотов и остали су тада такође говорили против Берије, и Хрушчов је предложио његово тренутно отпуштање. Маљенков је тада притиснуо дугме на свом столу, и дао унапред припремљени сигнал маршалу Георгиј Жукову и групи наоружаних официра у оближњој соби. Они су одмах упали и ухапсили Берију. Неки извори тврде да је Берија убијен на лицу места, али ово није тачно.
Берија је прво одведен у затвор Лефортово, а онда у штаб генерала Кирила Москаленка, команданта ПВО-а округа Москва, и ратног друга Хрушчова. Његово хапшење је држано у тајности док нису ухапшени његови главни људи. Снаге НКВД-а у Москви, које су биле под Беријином командом су разоружале регуларне војне снаге. Правда је објавила да је Берија ухапшен тек 10. јула, дајући заслуге за хапшење Маљенкову, и позивајући се на Бжеријине „криминалне активности против партије и државе“. У децембру је објављено да су Берија и шест саучесника, „плаћени од стране спољних обавештајних служби," и да су „већ годинама ковали заверу да преузму власт у Совјетском Савезу, и врате капитализам“.
Берији је судио „специјални суд“. Када је донета пресуда на смрт, по каснијим тврдњама Москаленка, Берија је на коленима молио за милост, али су он и његови потчињени одмах ликвидирани.
Међутим, по другим изворима, укључујући његовог сина, Беријина кућа је нападнута 26. јуна, 1953, од стране војних јединица, и Берија је убијен на лицу места. Члан специјалног суда, Николај Шверник, је касније рекао Беријином сину да он није видео Берију живог.
Беријина супруга и син су послати у радни логор, али су преживели, и касније су пуштени. Његов син, Серго  Берија (1924-2000) је бранио очеву репутацију. Након Беријине смрти, МВД је изгубио статус министарства, поставши комитет (познат као КГБ), и ниједан совјетски шеф полиције никада више није држао моћ какву је Берија имао.
Маја 2000. Врховни суд Руске Федерације је одбио молбу чланова Беријине породице да се поништи пресуда из 1953. Ова молба је била базирана на руском закону који предвиђа рехабилитацију жртава лажних политичких оптужби. Суд је, међутим, сматрао да је „Берија био организатор репресије над сопственим народом, и да стога не може бити сматран жртвом“.

## Наводи против Берије
Мада је Берија формално осуђен као британски шпијун, комунистичко вођство је од почетка покушавало да зачини оптужбе неформалним оптужбама личније природе. Међу њима су били наводи да је Берија силовао многе жене, и да је лично мучио и убио многе од својих политичких жртава.
Оптужбе о лошем сексуалном владању Берије су први пут изнесене у говору секретара Централног комитета комунистичке партије, Николаја Шаталина, на пленарном састанку комитета 10. јула 1953, две недеље након хапшења Берије. Шаталин је рекао да је Берија имао сексуалне односе са бројним женама, и да је добио сифилис као резултат општења са проституткама. Шаталин се позвао на списак (који је сачинио Беријин телохранитељ) преко 25 жена са којима је Берија имао сексуалне односе. Временом су, међутим, оптужбе постале драматичније. Хрушчов је у својим постхумно објављеним мемоарима написао: „Дат нам је списак са преко 100 женских имена. Оне су одвођене Берији од стране његових људи. И сваки пут је користио исти трик: сваку која би по први пут дошла у његову кућу, Берија је позивао на вечеру, и наздрављао би Стаљиновом здрављу. А у вино би сипао пилуле за спавање…"
До 1980-их, приче о сексуалном понашању Берије су укључивале и силовање тинејџерки. Аутор Антон Антонов-Овсенко, који је написао Беријину биографију, је рекао у интервјуу: „Он би се ноћу возио улицама Москве, тражећи тинејџерке. Када би видео неку која би му се свидела, наредио би својим људима да је доведу у његову кућу. Некад би тражио по пет, шест или седам девојака. Натерао би их да се скину, осим ципела, и да клекну на колена и руке са главама заједно, како би начиниле круг. тада би ходао око њих у свом огртачу, и извукао би једну од њих, одвукао је и силовао. Ово је називао игром цвета."  https://web.archive.org/web/20060304023012/http://www.telegraph.co.uk/news/main.jhtml?xml=%2Fnews%2F2003%2F12%2F23%2Fwruss23.xml. Архивирано из оригинала 04. 03. 2006. г. Приступљено 20. 08. 2005. Недостаје или је празан параметар |title= (помоћ)
Бројне приче, које су годинама кружиле, су говориле да је Берија лично тукао, мучио и убијао своје жртве. Од 1970-их, Московљани су препричавали приче о костима нађеним или у дворишту, подрумима, или сакривеним унутар зидова раније Беријине резиденције, која је сада амбасада Туниса. Овакве приче изнова испливавају у медијима. Лондонски Дејли телеграф је децембра 2003. јавио: „Нови ужас је нађен - велика бутна кост и неке мање кости ноге - пре само две године, када је кухиња реновирана. Анил, радник који је радио у амбасади 17 година, је у подруму показао пластичну врећу са људским костима које је пронашао у подрумима."
Овакве извештаје неки коментатори примају са скептицизмом. Треба назначити да је упркос парцијалном отварању совјетских архива од 1991, већина материјала везаног за Берију остала недоступна јавности. Мемоари људи блиских Берији, као што су његов син, затим бивши совјетски шеф спољних обавештајаца Павел Судоплатов одбијају ове оптужбе, и описују Берију потпуно другачије.